# Bahnhof Ungerhausen
Der Bahnhof Ungerhausen ist eine Betriebsstelle der Bahnstrecke Buchloe–Memmingen auf dem Gebiet der Gemeinde Ungerhausen im bayerischen Landkreis Unterallgäu. Er bildet mit einigen umliegenden Anwesen den Ortsteil Ungerhausen Bahnhof, darunter auch die ehemalige Bahnhofsrestauration.
Die Anlage dient heute ausschließlich als Betriebsbahnhof für Zugkreuzungen und -überholungen auf der eingleisigen Hauptbahn und wird vom Elektronischen Stellwerk am Bahnhof Memmingen ferngesteuert. Eine Bedienung im Personen- oder Güterverkehr findet derzeit nicht statt. Zwischen 1900 und 1996 war Ungerhausen jedoch Anschlussbahnhof für die Bahnstrecke nach Ottobeuren. Bis zur Einstellung des militärischen Flugbetriebs Ende des Jahres 2002 wurde auch der Fliegerhorst Memmingerberg über den Bahnhof mit Treibstoff versorgt.

## Lage
Der Bahnhof Ungerhausen liegt gut einen Kilometer nördlich des namensgebenden Ortes bzw. etwa 1,5 Kilometer südöstlich von Holzgünz.
Der Bahnhofsbereich erstreckt sich ungefähr in west-östlicher Richtung.
Das ehemalige Empfangsgebäude mit der Anschrift Bahnhofstraße 21 liegt nördlich der Gleise auf der von der Ortschaft abgewandten Seite.
Im westlichen Bahnhofskopf überquert das Gleis mittels einer dreibogigen Brücke den Krebsbach und einen Ortsverbindungsweg.
Im östlichen Bahnhofskopf wird die Kreisstraße nach Westerheim durch eine Eisenbahnüberführung niveaufrei gequert.

## Geschichte

### Planung und Eröffnung

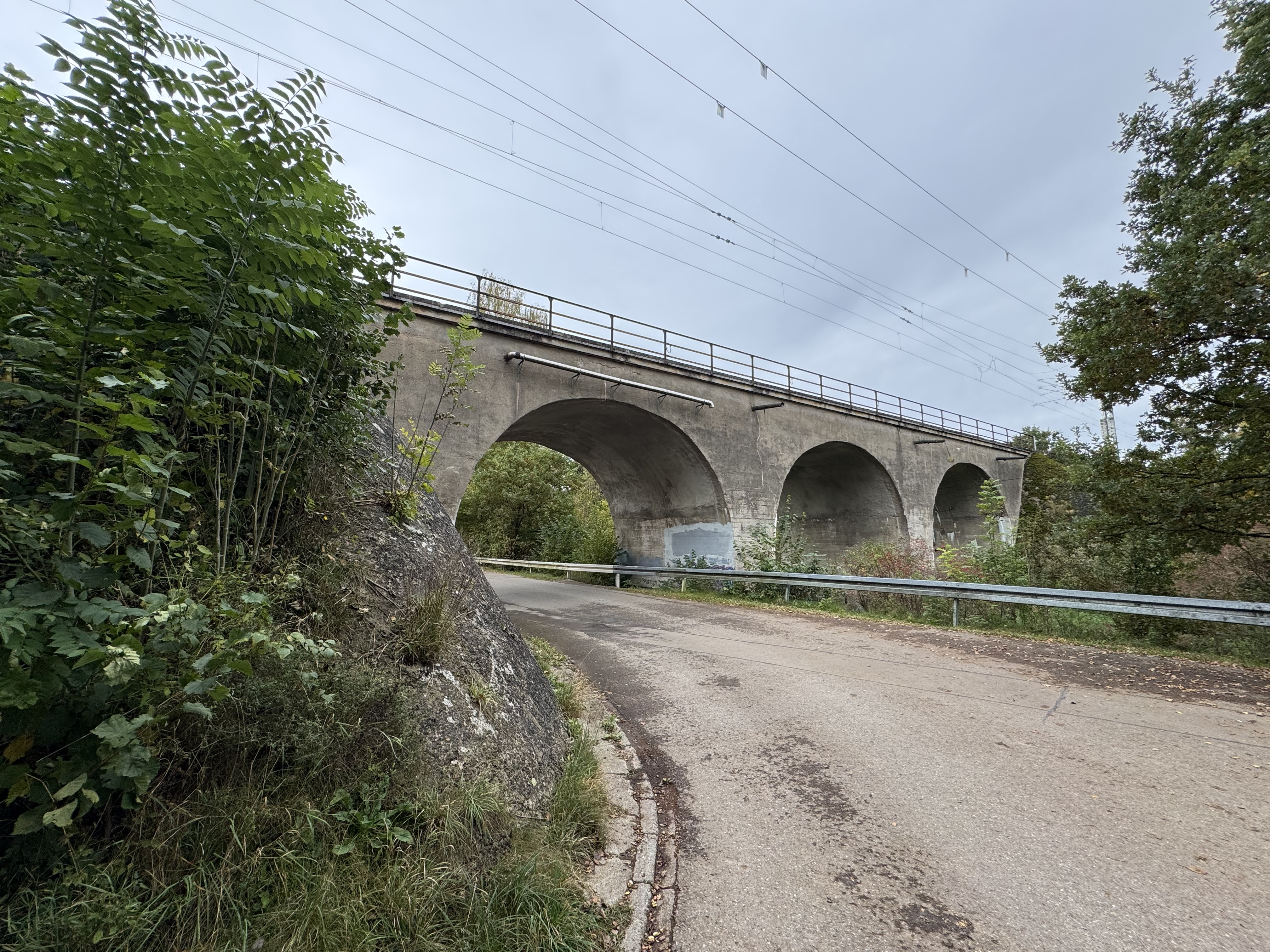
Eisenbahnbrücke über den Krebsbach (Oktober 2024)

Die gesetzliche Grundlage für den Bau der Bahnstrecke Buchloe–Memmingen wurde am 29. April 1869 geschaffen, als Teil einer Verbindung von München bis Memmingen.
Planung und Ausführung oblagen der Bauabteilung der Generaldirektion der Königlich Bayerischen Verkehrsanstalten.
Nach Festlegung der grundsätzlichen Streckenführung wurde die Lage und Art der Haltestellen anhand der wirtschaftlichen Bedeutung der umliegenden Orte und des bestehenden Straßennetzes bestimmt.
In diesem Zusammenhang wurde auch eine solche in Holzgünz vorgesehen, die dann unter dem Namen Ungerhausen zur Umsetzung gelangte.
Zwischenzeitlich blieb ein Gesuch der Gemeinde Ottobeuren erfolglos, anstelle der beiden Haltestellen in Sontheim und Ungerhausen nur eine einzige in Westerheim zu errichten.
Die Bahnstrecke wurde schließlich am 1. Mai 1874 von den Königlich Bayerischen Staatseisenbahnen für den öffentliche Verkehr eröffnet.
Die Hochbauten auf den verschiedenen Bahnhöfen der neuen Strecke waren zu diesem Zeitpunkt benutzbar, jedoch noch nicht endgültig fertiggestellt.
Die finale Übergabe an die Betriebsabteilung erfolgte erst im Laufe von Frühjahr und Sommer 1875.
Der Bahnhof verfügte 1879 über zwei Bahnsteiggleise mit 80 Meter langen Schüttbahnsteigen, nämlich das durchgehende Streckengleis und nördlich davon, vor dem Empfangsgebäude, ein Nebengleis.
Ein zusätzliches, etwa 215 Meter langes Ladegleis mit Gleiswaage für den Güterverkehr konnte aus dem Nebengleis erreicht werden, aber nur aus Richtung Buchloe.
An dessen östlichem Ende stand am Stumpfgleis eine Laderampe zur Verfügung, während sich am westlichen Ende, in der Nähe des Empfangsgebäudes, eine Güterhalle befand.
Somit verfügte der Bahnhof zu dieser Zeit über insgesamt vier ortsbediente Weichen.
Für die Weichenwärter existierten an beiden Enden des Bahnhofsbereichs, in unmittelbarer Nähe der Einfahrweichen, Wärterhäuser.
An beiden Stellen bestanden zusätzlich auch Bahnübergänge.
Westlich des Empfangsgebäudes befand sich außerdem in einem Nebengebäude ein Magazin für die Instandhaltung, östlich vom Empfangsgebäude ein weiteres Nebengebäude mit Toilettenanlagen.
Der Bahnhofsbereich war insgesamt 600 Meter lang und umfasste noch nicht die Krebsbachbrücke.

### Anschluss nach Ottobeuren

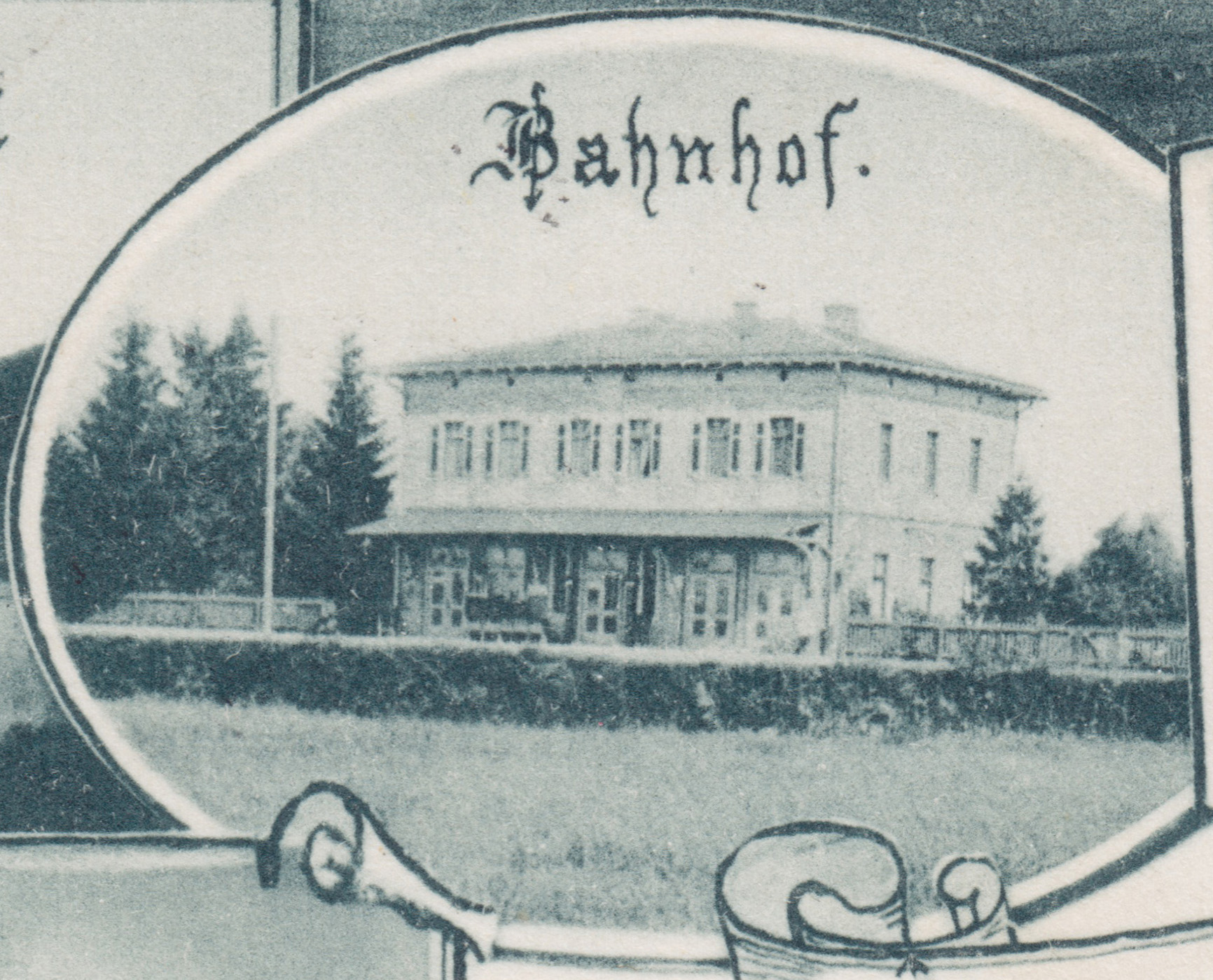
Empfangsgebäude mit Stellwerk-Hebelbank unter dem Vordach (Ausschnitt aus Postkarte, 1900)

Bereits seit dem Bau der Ludwig-Süd-Nord-Bahn Mitte des 19. Jahrhunderts hatte sich die Gemeinde Ottobeuren immer wieder mit verschiedenen Vorschlägen um Anschluss an das Schienennetz bemüht.
Erst am 17. Juni 1896 waren diese Bemühungen von Erfolg gekrönt, als die gesetzliche Grundlage für den Bau einer Lokalbahn von Ungerhausen nach Ottobeuren geschaffen wurde.
Nach planerischer Ausarbeitung des Projekts wurden die Bauarbeiten ausgeführt zwischen Mai 1899 und Juli 1900.
Die Eröffnung fand am 22. Oktober 1900 statt.
Für die Lokalbahn wurde die Gleisanlage im Bahnhof Ungerhausen erweitert:
Die Strecke begann in einem südlich der bestehenden Bahnhofsgleise neu errichteten Gleis 3 und verlief dann zunächst in östlicher Richtung parallel zum Streckengleis Richtung Buchloe bis Westerheim, wo es nach Süden Richtung Ottobeuren abschwenkte.
Der Bau der Lokalbahn und die daraus resultierenden Anforderungen an die Leit- und Sicherungstechnik waren im Jahr 1900 auch der Anlass, im Bahnhof Ungerhausen gleich die sogenannte „Zentralisierung“ vorzunehmen, also die Errichtung eines mechanischen Stellwerks zur zentralen Bedienung der Weichen und Signale über Drahtseilzüge.
Der Bau von Stellwerken auf bayerischen Bahnhöfen war durch die Staatsbahn zwar bereits seit den 1880er Jahren betrieben worden, mit Ausnahme von Buchloe und Türkheim waren die Stationen der Bahnstrecke Buchloe–Memmingen bislang allerdings noch nicht entsprechend ausgestattet.
Die anderen Bahnhöfe der Strecke folgten größtenteils dann erst in den Jahren 1904 und 1905.
Der benachbarte Bahnhof Memmingen, immerhin ein größerer Eisenbahnknoten, erhielt seine ersten Signalanlagen dagegen erst ab 1907, richtige zentralisierte Stellwerke sogar erst ab 1932.
Wie für Südbayern um diese Zeit üblich, wurde das Ungerhauser Stellwerk durch die Münchner Lokomotivfabrik Krauss & Comp. errichtet nach einem Patent der Maschinenfabrik Bruchsal, ehemals Schnabel & Hennig.
Die Hebelbank wurde unter dem Vordach am Empfangsgebäude platziert und war vom Bahnsteig aus offen zugänglich.
Im Zuge der Einrichtung des Stellwerks erhielt Ungerhausen Ein- und Ausfahrsignale der bayerischen Bauart, sowohl an der Haupt- als auch an der Nebenbahnstrecke.
Die Ausfahrsignale konnten den für Bayern typischen Signalbegriff „Ruhe“ darstellen.
Später erhielt das Empfangsgebäude unter dem Vordach einen Vorbau, in dem das Stellwerk witterungsgeschützt untergebracht wurde.

### Anschluss zum Fliegerhorst Memmingerberg

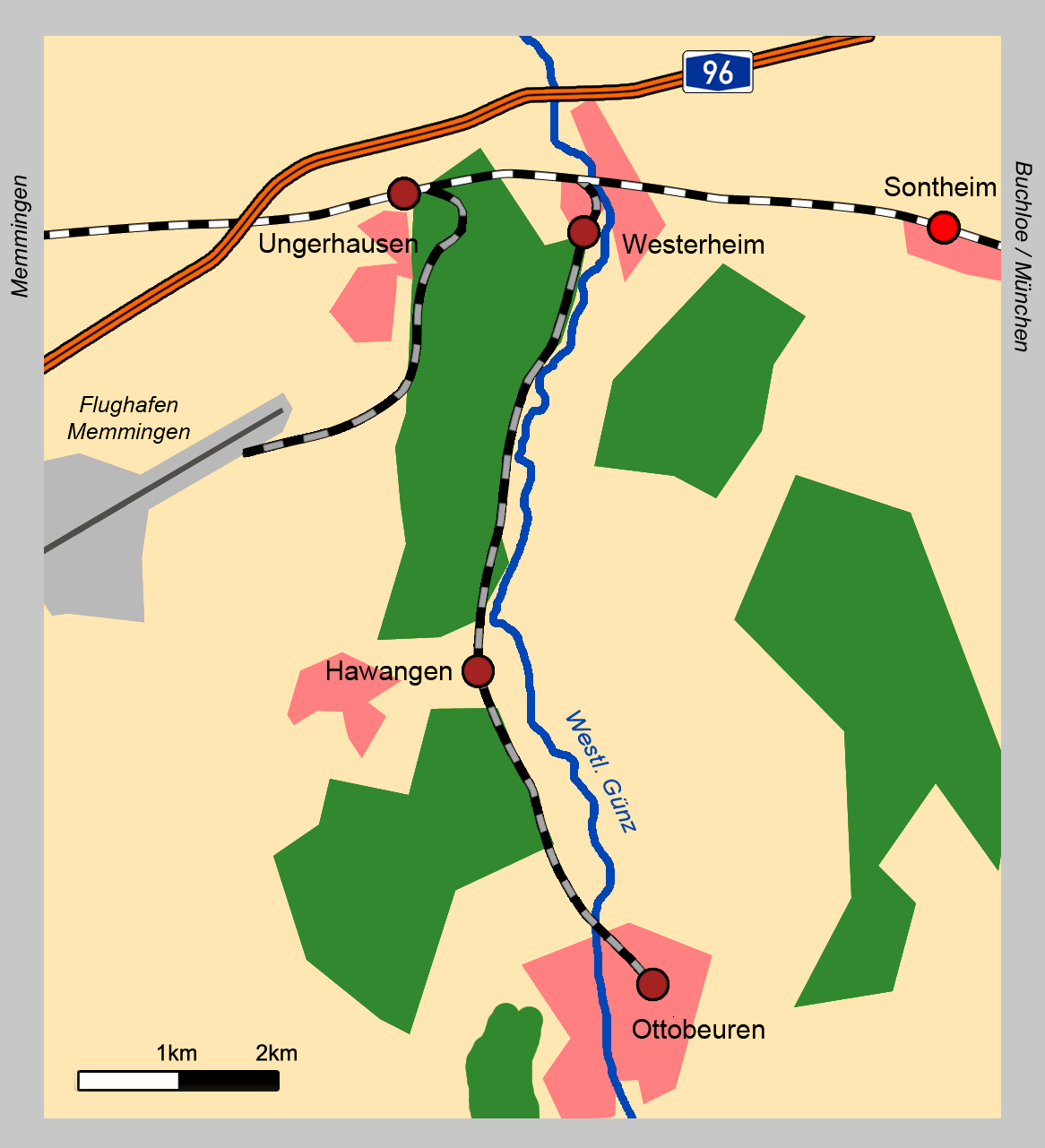
Von Ungerhausen ausgehenden Bahnstrecken zum Fliegerhorst Memmingerberg (Darstellung ohne Verlauf im Flughafenbereich) und nach Ottobeuren

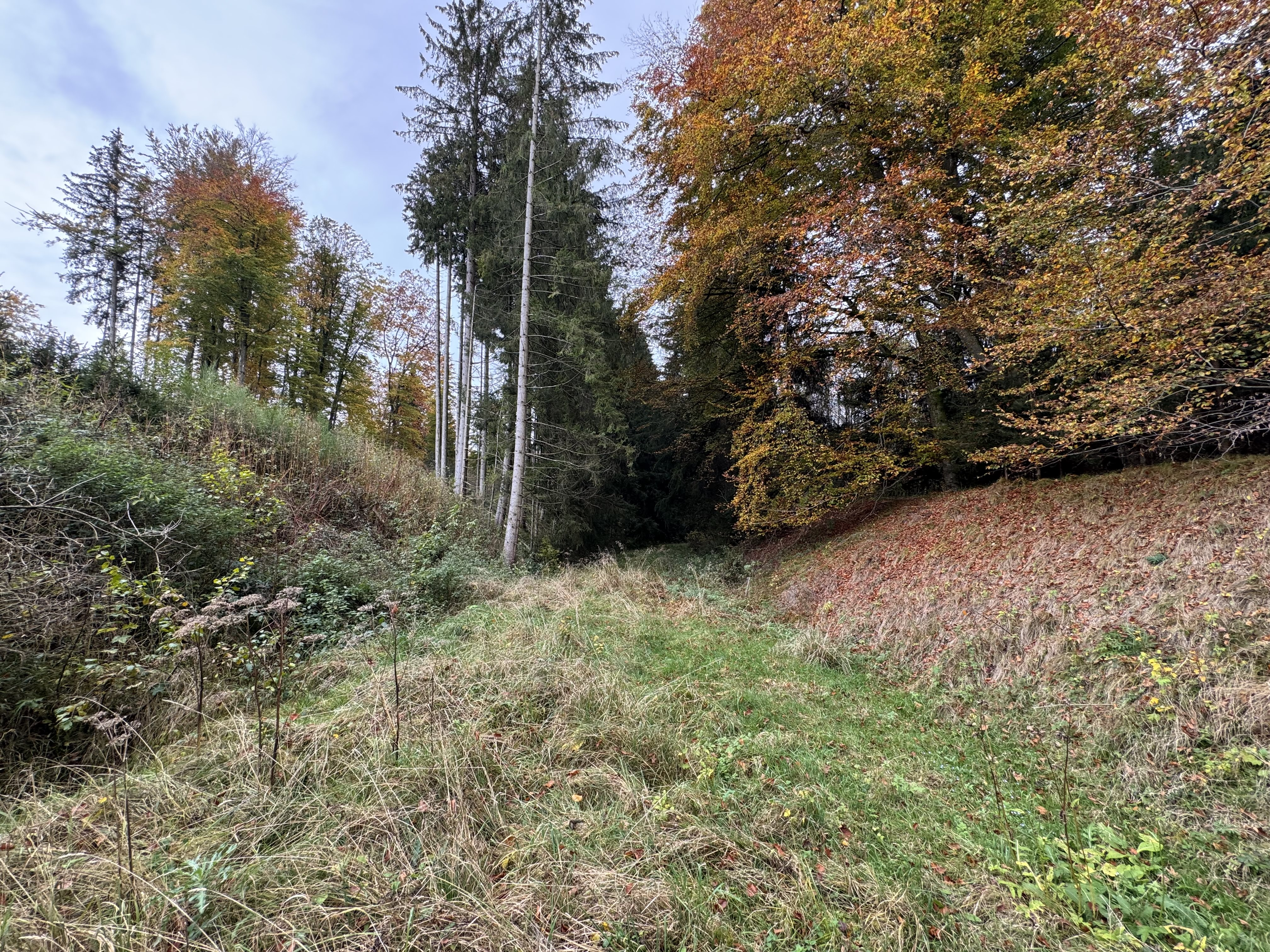
Trasse der Anschlussbahn im Ungerhauser Wald (Oktober 2024, Blickrichtung Fliegerhorst)

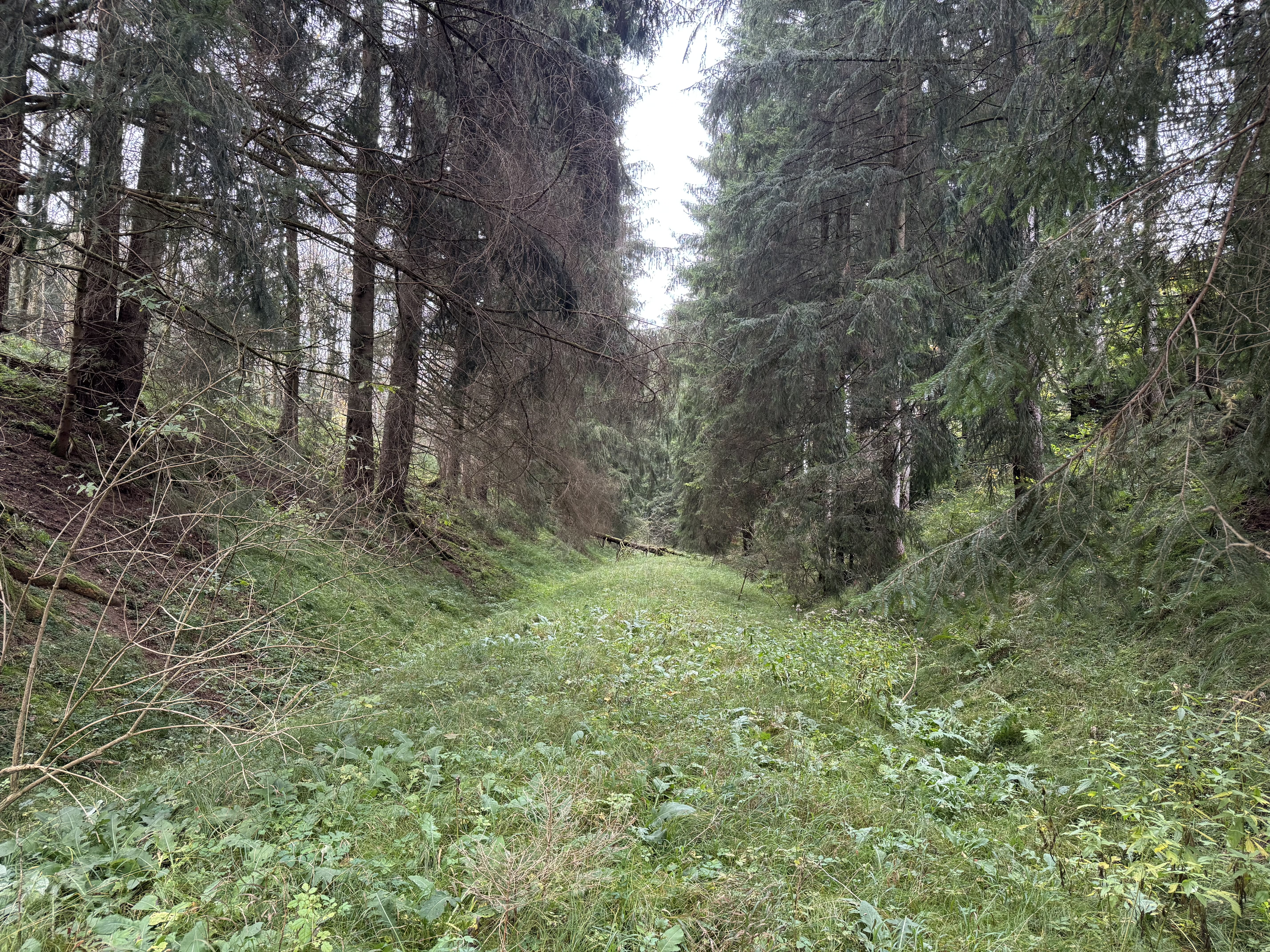
Trasse der Anschlussbahn im Ungerhauser Wald (Oktober 2024, Blickrichtung Ungerhausen)

Ab 1935 wurde im Rahmen der Aufrüstung der Wehrmacht östlich von Memmingerberg, an der Straße nach Ungerhausen, ein Fliegerhorst für die Luftwaffe erbaut.
Dabei wurde für den Transport von Kraftstoff und Munition auch eine Anschlussbahn errichtet.
Diese nahm ihren Ausgang im Bahnhof Ungerhausen in einem südlich der Bahnhofsgleise liegenden Anschlussgleis, das jedoch trotzdem als Gleis 4 bezeichnet wurde.
Noch im östlichen Bahnhofskopf schwenkte die Strecke nach Süden, umrundete den Ort Ungerhausen östlich und strebte dann in westlicher Richtung dem Werkbahnhof des Fliegerhorstes zu.
Dieser lag nördlich der Landebahn, zwischen dem Kasernenbereich und den Werfthallen, und wurde nach etwa 6,5 Kilometern erreicht.
Von dort führte dann eine etwa 2 Kilometer lange Zweigstrecke östlich um das Flugfeld herum und erschloss in dessen Süden mehrere Munitionsbunker und Pumpstationen für Treibstoff.
Ebenfalls aus militärischen Erwägungen heraus begann gegen Ende des Zweiten Weltkrieges ein weiterer Umbau der Stellwerksanlage.
Die genauen Gründe sind jedoch nicht im Detail überliefert.
Dazu wurde im östlichen Bahnhofskopf, zwischen der Anschlussbahn zum Fliegerhorst und den Streckengleisen der beiden Bahnstrecken nach Buchloe und Ottobeuren, der Bau eines separaten Stellwerksgebäudes begonnen.
Geplant war ein mechanisches Wärterstellwerk in Einheitsbauform.
Mit Kriegsende wurden die Arbeiten jedoch eingestellt, das neue Gebäude verblieb als nur teilweise im Rohbau fertiggestellte Bauruine.
Diese Situation führte dazu, dass der Bahnhof Ungerhausen nach dem Krieg zunächst mit provisorischen Stellwerksanlagen betrieben wurde.
Im Jahr 1954 konnte der Fahrdienstleiter im Empfangsgebäude nur die beiden Einfahrweichen aus Richtung Memmingen im westlichen Bahnhofskopf direkt stellen.
Im östlichen Bahnhofskopf bestand ein aus vier Weichen gebildetes Weichentrapez zur beidseitigen Überleitung von Zügen zwischen dem Buchloer und dem Ottobeurer Streckengleis, so dass aus beiden Strecken in alle drei Bahnhofsgleise gefahren werden konnte.
Diese Überleitung war jedoch mit Handweichen ausgeführt, ebenso die Weiche vom Buchloer Streckengleis ins Bahnhofsgleis 1.
Zur Sicherung der Fahrstraße bestand am Weichentrapez der Wärterposten W Po 1, ausgeführt als Zustimmungsstellwerk mit Riegelkurbeln zur Verriegelung der ansonsten ortsbedienten Weichen.
In diesen Jahren erreichte der Bahnhof Ungerhausen seine größte Komplexität mit insgesamt 17 Weichen, wovon allerdings nur zwei ferngestellt werden konnten.
Neben den sieben Weichen in den Streckengleisen existierten vier weitere ortsgestellte Weichen zur beidseitigen Anbindung der Anschlussbahn zum Fliegerhorst, davon eine Schutzweiche.
Dazu kamen insgesamt sechs ortsgestellte Weichen zur beidseitigen Anbindung des Ladegleises inklusive zweier Stumpfgleise und eines neuen Hinterstellgleises, welches zwischen Gleis 1 und dem Ladegleis eingefügt worden war.
Im Vergleich zu 1879 war die Länge des Bahnhofs somit angewachsen auf 1,6 Kilometer zwischen den Einfahrsignalen bzw. 1,1 Kilometer zwischen dem Weichentrapez und der ersten Einfahrweiche auf Memminger Seite.
Wegen des Bahnübergangs im östlichen Bahnhofskopf sind 1954 die Nutzlängen der Bahnhofsgleise angegeben mit jeweils 560 Metern für die Gleise 1 und 2, mit 590 Metern für Gleis 3, sowie mit 225 Metern für Gleis 4, dem Beginn der Anschlussbahn zum Fliegerhorst.
Die Bahnsteige an den Gleisen 1 bis 3 hatten 1954 Längen von 135, 210 und 270 Metern.
Das Nebengebäude mit Abort und das Magazin der Bahnmeisterei waren zwischenzeitlich mit anderem Grundriss erneuert worden, dazu kam ein Dienstwohngebäude gegenüber dem Empfangsgebäude auf der anderen Straßenseite.
Die beiden Bahnübergänge mit den Wärterhäusern waren noch wie im Jahr 1879 vorhanden, das östliche der beiden Häuser mit einer leichten Erweiterung.
Des Weiteren existierte eine bahneigene Kiesgrube an der Memminger Einfahrt, südlich der Gleise.

### Wandel zum Betriebsbahnhof

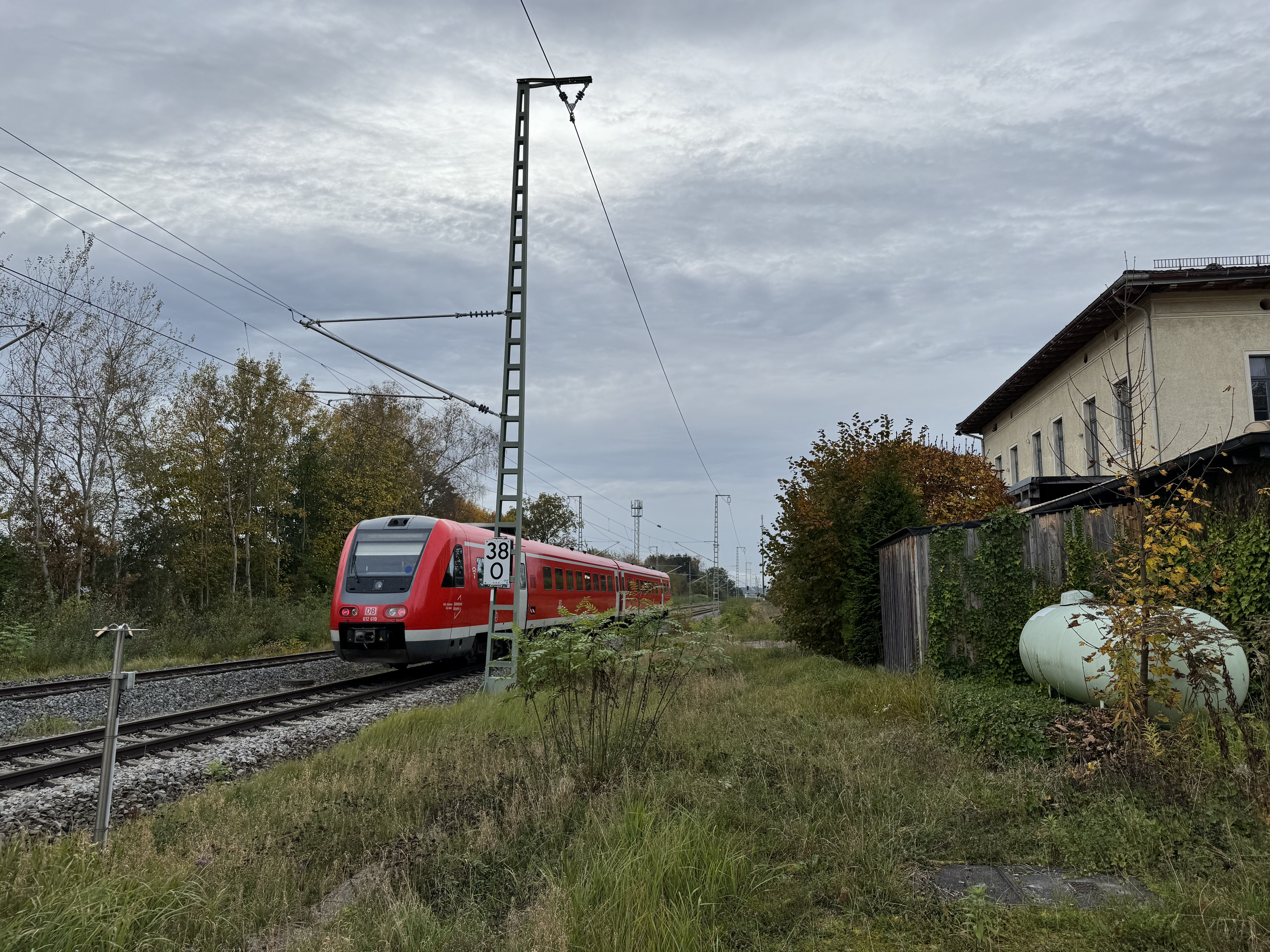
Durchfahrt eines Triebzuges der Baureihe 612 vor dem ehemaligen Empfangsgebäude (Oktober 2024)

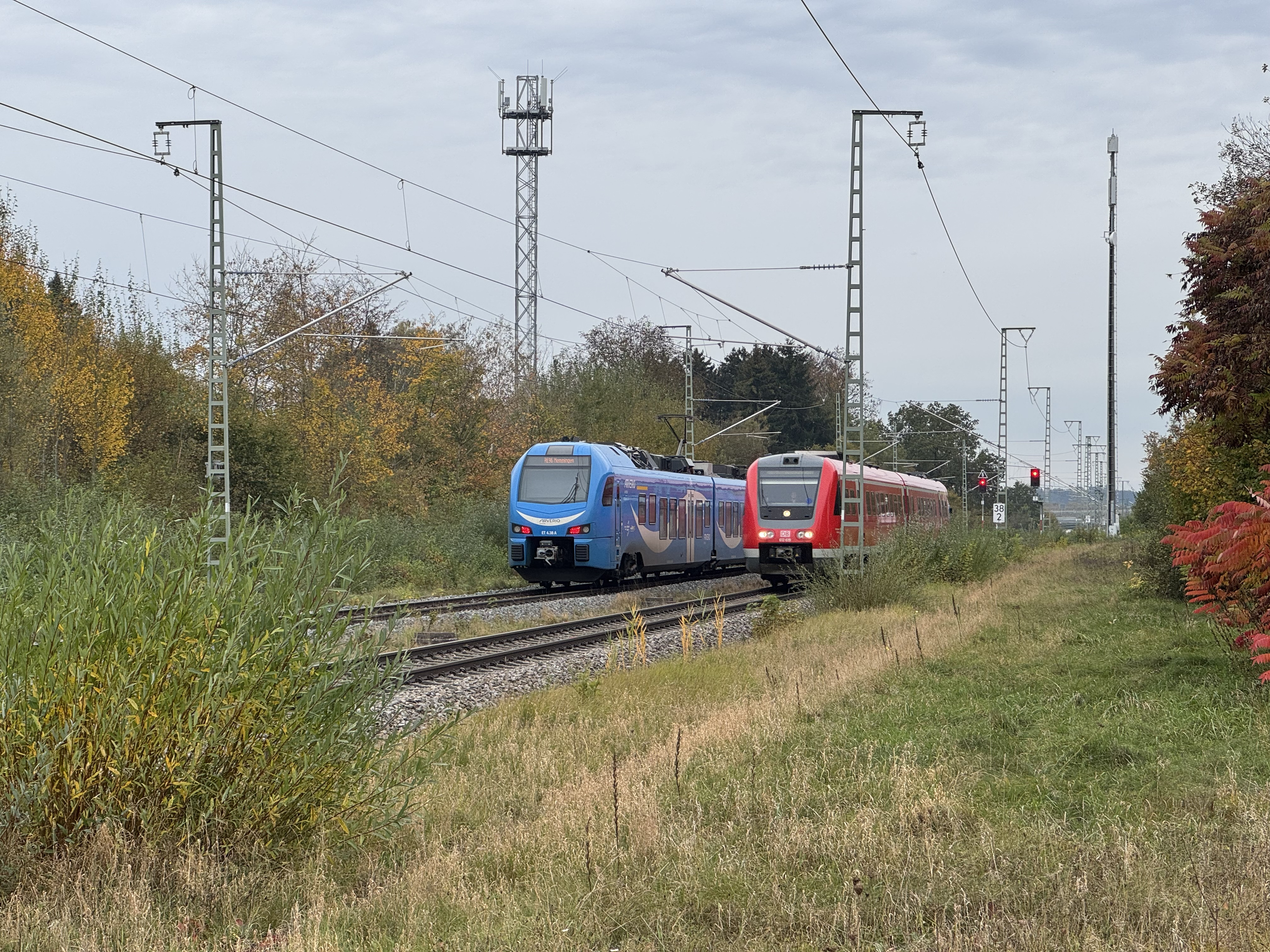
Begegnung zwischen einem Stadler Flirt 3 aus München Hbf und einem Triebzug der Baureihe 612 nach Augsburg Hbf am westlichen Ausfahrsignal (Oktober 2024)

Ab 1. Oktober 1972 wurde auf der Nebenbahn nach Ottobeuren der Personenverkehr eingestellt und nur noch Güterverkehr abgewickelt.
Ungerhausen verlor damit seine Funktion als Umsteigebahnhof, jedoch bedienten laut Sommer-Kursbuch 1973 vorerst noch Reisezüge auf der Hauptbahn die Station regelmäßig, darunter – größtenteils jedoch nur sonntags – sogar Eilzüge.
Nach dem Eisenbahnunfall von Warngau am 8. Juni 1975 forcierte die Deutsche Bundesbahn die schon seit 1971 geplante vollständige Ausrüstung ihrer Hauptbahnstrecken mit Streckenblockung.
Diese Sicherheitseinrichtung zum Schutz der Züge auf freier Strecke fehlte bis dahin auch auf der Bahnstrecke Buchloe–Memmingen.
Hinzu kam, dass in Ungerhausen immer noch das alte Krauss-Stellwerk mitsamt dem provisorischen Wärterposten in Betrieb war, während an den benachbarten Stationen Sontheim (Schwab) und Stetten (Schwab) bereits 1964 die alte Technik aus Länderbahnzeiten durch mechanische Einheitsstellwerke ersetzt worden war.
Dementsprechend wurde der Entschluss gefasst, auch die Gleis- und Signalanlagen in Ungerhausen erneut umzubauen.
Die Absicht war dabei, Ungerhausen von einem zukünftig in Memmingen noch neu zu errichtenden Relaisstellwerk (RSTW) aus fernzusteuern und das Personal komplett vom Bahnhof abzuziehen.
Vorerst wurden dazu die Güterhalle und das Nebengebäude östlich des Empfangsgebäudes abgerissen, und es wurde an dieser Stelle ein eingeschossiger Zweckbau mit Flachdach errichtet.
Dort wurde ein Gleisbildstellwerk der Bauart Dr S 2 untergebracht, bei dem die Weichen statt durch Hebel mittels Drucktasten gestellt werden.
Es erhielt die bahnamtliche Bezeichnung „Uf“.
Die alten bayerischen Formsignale wurden beim Umbau durch H/V-Lichtsignale ersetzt.
Das Stellwerk ging, zusammen mit dem Streckenblock, im Jahr 1977 in Betrieb.
Nachdem dieses Stellwerk in der endgültigen Ausbaustufe nicht mehr regelmäßig besetzt gewesen wäre, sondern allenfalls im Ausnahmefall etwaiger Störungen, war das Gebäude nicht für den Betrieb durch einen örtlich anwesenden Fahrdienstleiter optimiert.
So befanden sich etwa die Schalter zur Auflösung der Fahrstraße an der gleisseitigen Außenwand.
Da das Relaisstellwerk in Memmingen so allerdings nie gebaut wurde, wurde der eigentlich provisorisch gedachte Vor-Ort-Betrieb zur Regel.
Um diese Zeit endete auch der Personenverkehr in Ungerhausen endgültig:
Im Winter-Kursbuch 1977/78 erschien der Bahnhof zwar noch im Fahrplan, aber nur noch als Halt einer parallel verkehrenden Bahnbus-Linie, während die Züge durchfuhren.
Im Sommer-Kursbuch 1981 schließlich war Ungerhausen gar nicht mehr verzeichnet.
Nachdem die Fahrdienstleitung mittlerweile im neuen Stellwerksbau untergebracht war, wurde das Empfangsgebäude fortan betrieblich nicht mehr genutzt, war aber im Obergeschoss noch bewohnt.
Ebenfalls spätestens in diesen Jahren wurde auch die Anschlussbahn zum Fliegerhorst durch eine Kerosin-Pipeline ersetzt.
Dazu kappte man das Gleis unmittelbar an der Ausfahrt im östlichen Bahnhofskopf und errichtete eine Pumpstation mit zwei Gleisen.
Im weiteren Verlauf wurden die Schienen der Anschlussbahn entfernt, und die Pipeline zum Fliegerhorst in der früheren Trasse erbaut.
Auch die seit Kriegsende bestehende Ruine des Stellwerks wurde abgerissen.
Im Bereich des Fliegerhorstes verläuft die nach Osten verlängerte Start- und Landebahn über die alte Bahntrasse hinweg.
Für das Jahr 1978 ist die neue, vereinfachte Gleisanlage im Bahnhof Ungerhausen belegt:
In den Streckengleisen befanden sich nun insgesamt fünf fernbediente Weichen, über die aus dem Gleis von Buchloe nach Memmingen alle drei Bahnhofsgleise erreicht werden konnten.
Durch Wegfall des Weichentrapezes konnte in das Ottobeurer Streckengleis dagegen nur noch über Gleis 3 eingefahren werden.
Auch das Hinterstellgleis entfiel, so dass für das nach wie vor beidseitig angebundene Ladegleis mitsamt der beiden Stumpfgleise vier ortsgestellte Handweichen vorgesehen waren.
Das Anschlussgleis für die Treibstoff-Pumpstation wurde dagegen nur noch aus Richtung Memmingen angebunden, so dass dort zwei handbediente Weichen vorhanden waren, wovon eine als Schutzweiche diente.
Eine letzte Handweiche befand sich schließlich vor der Pumpstation selbst.
Insgesamt waren somit im Jahr 1978 im Bahnhof Ungerhausen zwölf Weichen vorhanden, davon fünf fernbedient.
Die Nutzlängen der Bahnhofsgleise sind angegeben mit jeweils 563 Metern für Gleise 1 und 2 sowie 611 Metern für Gleis 3.
Außerdem entfiel im Bahnhofsbereich der westliche Bahnübergang.

### Stilllegungen und Rückbauten

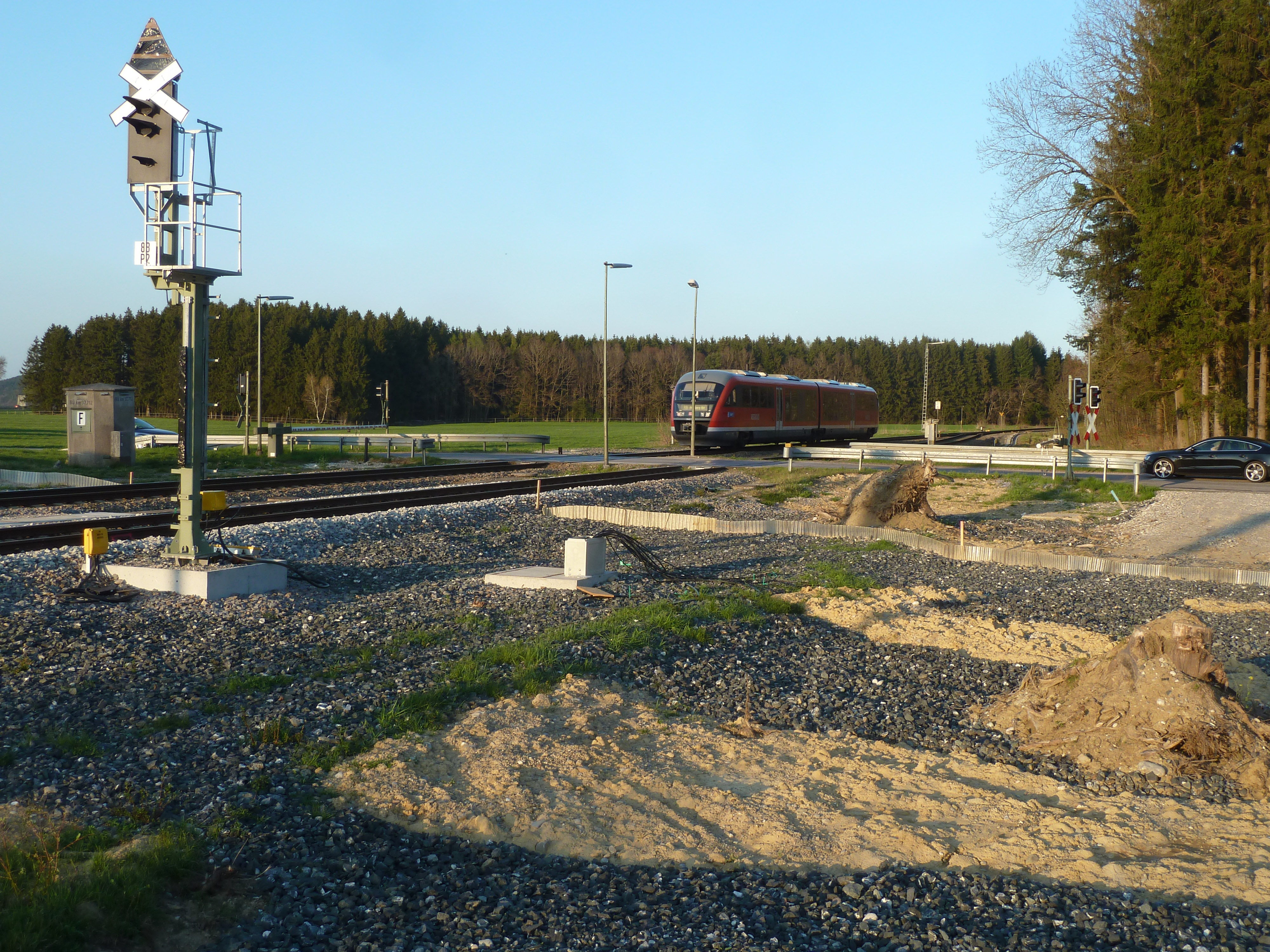
Bahnübergang mit neuem, noch nicht in Betrieb befindlichen Ks-Signal (April 2017)

Bis Mitte der 1990er Jahre änderte sich an den Anlagen in Ungerhausen nicht viel.
Lediglich die Anbindung des Ladegleises war zwischenzeitlich vereinfacht worden, so dass dieses nur noch aus Richtung Memmingen befahren werden konnte.
Auch das kurze Stumpfgleis, das früher zur Güterhalle führte, wurde dabei entfernt, so dass zum Flankenschutz von Gleis 1 eine Gleissperre eingebaut wurde.
Durch diese Maßnahme reduzierte sich die Anzahl der Weichen auf insgesamt 9.
Nachdem am 30. September 1996 der letzte Güterzug auf der Strecke nach Ottobeuren gefahren war, wurde am 1. Oktober 1996 der Gesamtverkehr auf der Nebenbahn eingestellt und damit die Strecke stillgelegt.
Die Gleisanlagen außerhalb des Ungerhauser Bahnhofs wurden dann einige Jahre später, nach dem Jahrtausendwechsel, rückgebaut.
Mitte der 1990er wurde die Verbindungsweiche entfernt, über die aus Memminger Richtung aus dem Streckengleis in das Bahnhofsgleis 1 gefahren werden konnte.
Seither diente Gleis 1 nur noch für die Zufahrt zum Ladegleis, das sporadisch für Holzverladung genutzt wurde.
Dazu fuhren Züge aus Buchloe kommend in das zum Stumpfgleis gewordene Gleis 1 ein und schoben dann die Wagen rückwärts ins Ladegleis.
Zum 31. Dezember 2002 endete der militärische Flugbetrieb auf dem Fliegerhorst Memmingerberg.
Dadurch entfiel die Bedienung des Bundeswehr-Gleisanschlusses mit Kesselwagen der VTG, die zuvor regelmäßig zum Bild des Bahnhofs Ungerhausen gehörten.
In den Folgejahren erfolgte der Abbau des Anschlusses mitsamt der Pumpstation.
Um 2003 schließlich wurden im Bahnhof vollumfänglich die Gleise erneuert.
Dabei wurde die Gleisanlage maximal vereinfacht und der Bahnhof Ungerhausen erhielt seine heutige (Stand 2024) Form.
Erhalten blieb neben dem Streckengleis lediglich das südliche Nebengleis, entsprechend den früheren Bahnhofsgleisen 2 und 3.
Das Bahnhofsgleis 1 wurde mitsamt dem Ladegleis entfernt, ebenso die Reste des Bundeswehr-Anschlusses.
Der Bahnhof Ungerhausen verfügt seitdem nur noch über zwei Weichen.
Auch die alten Schüttbahnsteige wurden im Zuge der Renovierung ersatzlos abgetragen.
Die Nutzlängen der beiden verbliebenen Gleise sind im Infrastrukturregister angegeben mit 525 bzw. 671 Metern.

### Streckenausbau und Elektrifizierung

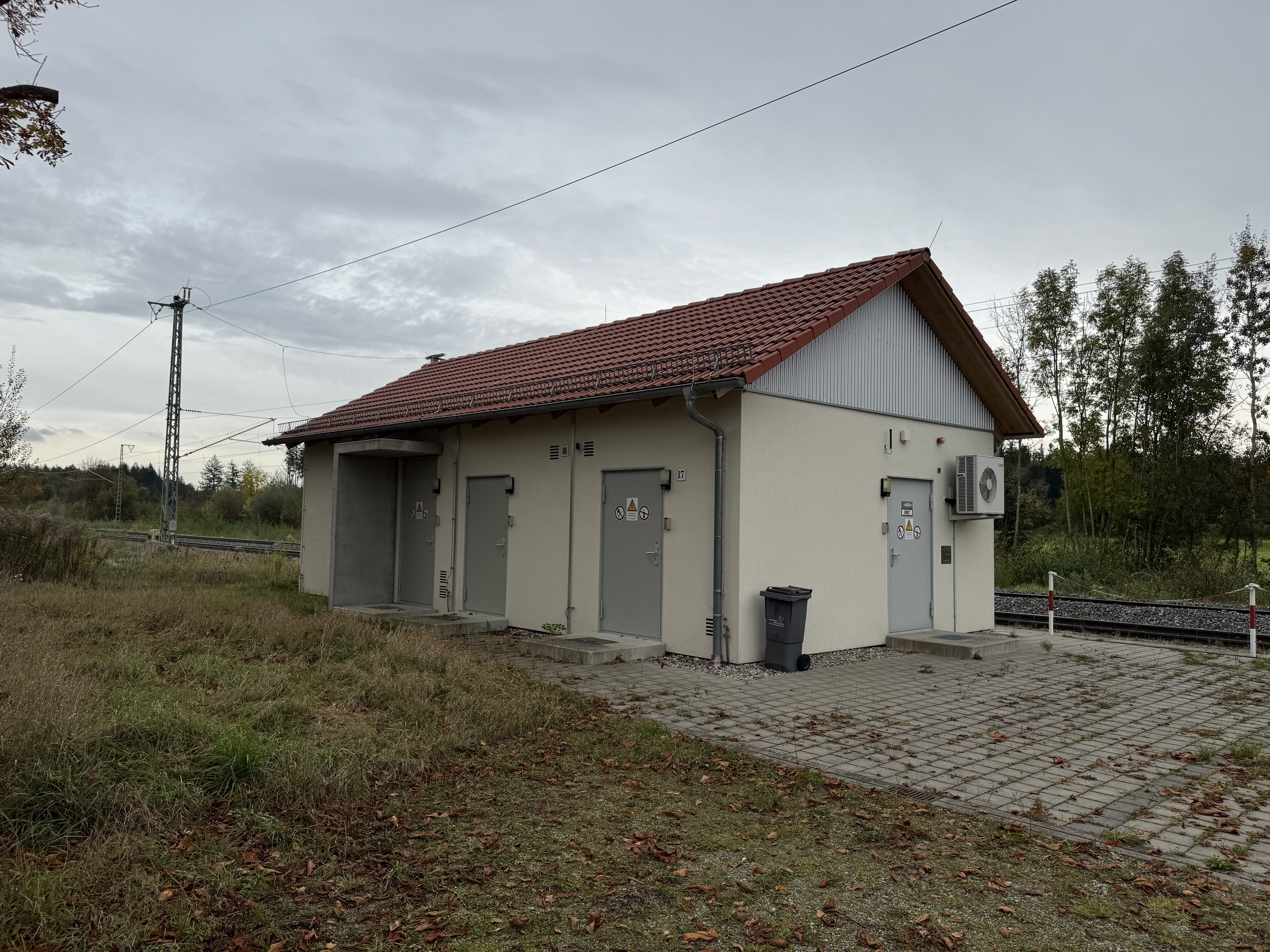
Gebäude für das elektronische Stellwerk (Oktober 2024)

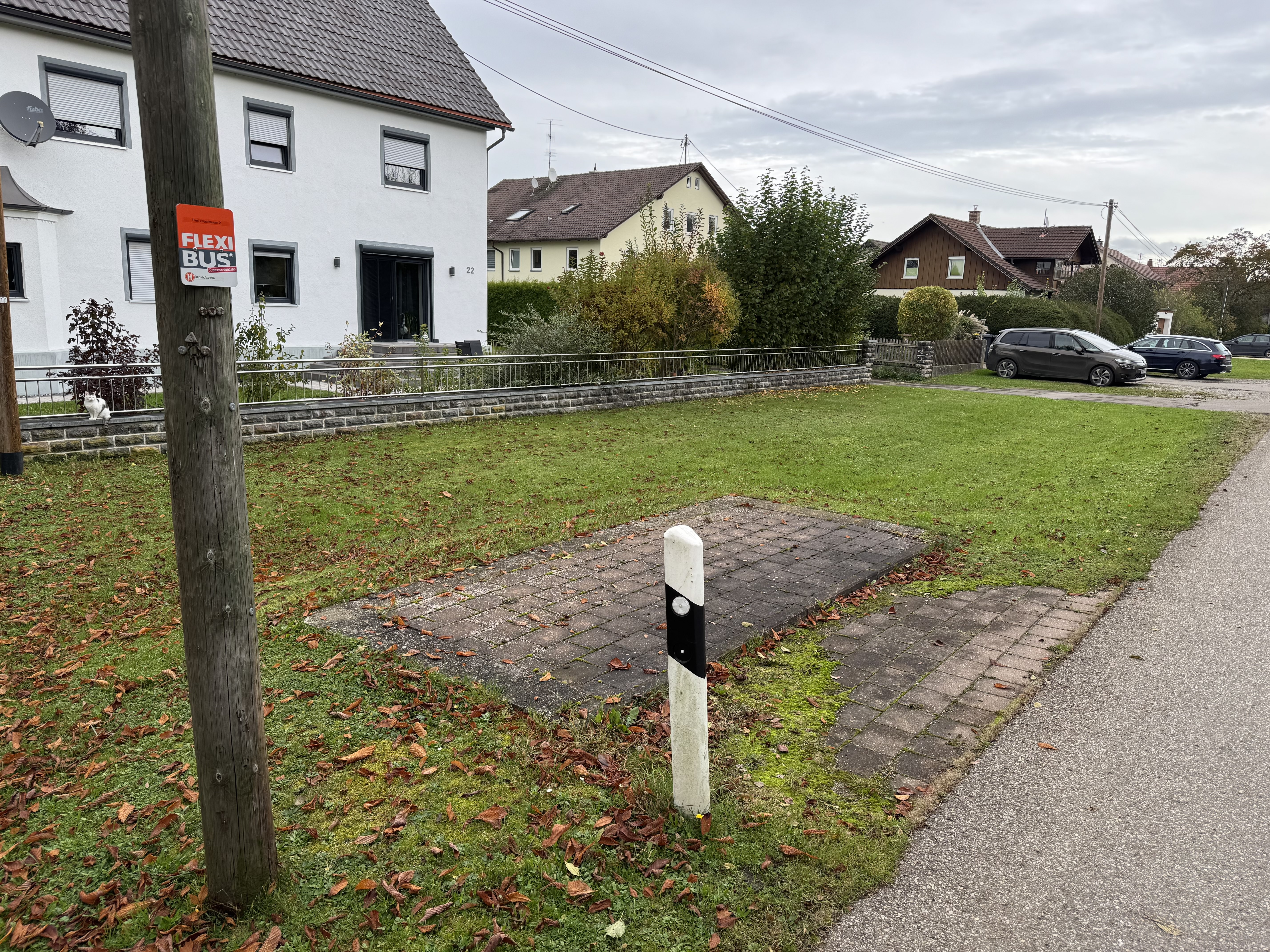
Ehemalige Bushaltestelle, mittlerweile auf Wunsch wieder bedient durch den Flexibus (Oktober 2024)

Die Bahnstrecke Buchloe–Memmingen ist Teil der Ausbaustrecke München–Lindau, so dass die Anlagen im Bahnhof Ungerhausen im Rahmen dieser Baumaßnahme sowie durch tangierende Projekte ein weiteres Mal adaptiert wurden.
Seit 27. Oktober 2017 ist in Ungerhausen ein Elektronisches Stellwerk (ESTW) in Betrieb.
Dieses wird vom ESTW Memmingen durch einen dort örtlich anwesenden Fahrdienstleiter ferngesteuert, eine Besetzung des Ungerhauser Stellwerks ist nicht mehr möglich.
Für diese Umstellung wurde im Vorfeld ein Kabelkanal entlang des Streckengleises erbaut und ein neues ESTW-Funktionsgebäude für die Stellwerkstechnik errichtet.
Dieses befindet sich näher am Streckengleis als der Vorgängerbau, im Bereich des früheren Bahnhofsgleises 1.
Die alten H/V-Lichtsignale wurden durch neue Ks-Lichtsignale ersetzt.
Nach Abschluss der Arbeiten und erfolgter Umstellung auf das ESTW wurde das Stellwerksgebäude von 1977 abgerissen.
Ebenfalls im Jahr 2017 wurde der bis dann verbliebene Bahnübergang im östlichen Bahnhofskopf durch eine Eisenbahnüberführung ersetzt.
Das Brückenbauwerk wurde 26 Meter neben der Bahntrasse gebaut und während einer Unterbrechung des Eisenbahnbetriebs zwischen dem 07. und 11. September 2017 eingeschoben.
Die Freigabe für den Straßenverkehr folgte nach Herstellung der Fahrbahn am 22. Dezember 2017.
Die Bahnhofstraße wurde durch diese Baumaßnahmen zu einer Stichstraße mit Wendeschleife während der Durchgangsverkehr durch das nördlicher gelegene Industriegebiet geleitet wird.
Die Bushaltestelle wurde ebenfalls dorthin verlegt, so dass keine Ersatzbedienung des Bahnhofes durch fahrplanmäßig verkehrende Busse mehr stattfindet.
Der Bahnhof wird zwischenzeitlich (Stand 2024) jedoch auf Wunsch wieder durch den „Flexibus“ angefahren.
Während einer mehrmonatigen Streckensperrung vom 23. März bis 15. Oktober 2018 wurde der Bahnhof elektrifiziert.
Nachdem die Region nicht vom Bahnstromnetz erschlossen ist, kam dabei das Autotransformatorsystem zur Anwendung.
Dementsprechend wurden besonders hohe Oberleitungsmaste gesetzt, die neben der Fahrleitung zusätzlich eine Feeder- und eine Umgehungsleitung tragen.
Seit 31. August 2020 steht der Fahrdraht auf der gesamten Strecke unter Spannung.
Der elektrische Neigetechnikbetrieb wurde am 13. Dezember 2020 aufgenommen.
Um 2016 wurde beim Regionalverband Donau-Iller im Rahmen der Planung zur Regio-S-Bahn Donau-Iller auch die Reaktivierung des Ungerhauser Bahnhofes im Personenverkehr diskutiert.
Derzeit jedoch (Stand 2024) ist weder Ungerhausen als geplante Station bei der Bayerischen Eisenbahngesellschaft gelistet, noch erscheint die Bahnstrecke überhaupt im konkret zur Umsetzung vorgesehenen Konzept der Regio-S-Bahn.

## Aufbau

### Empfangsgebäude

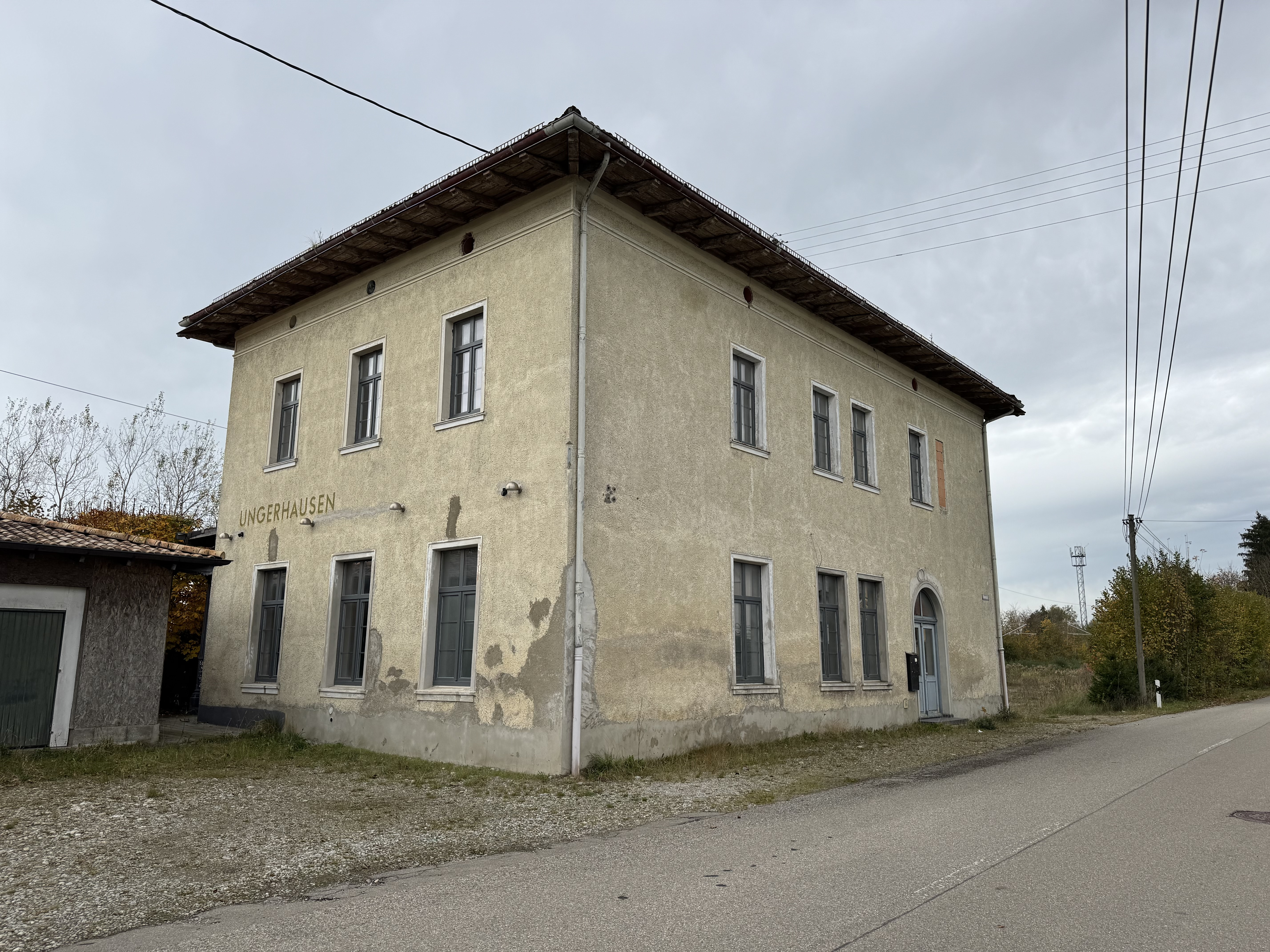
Empfangsgebäude von Nordosten (Oktober 2024)

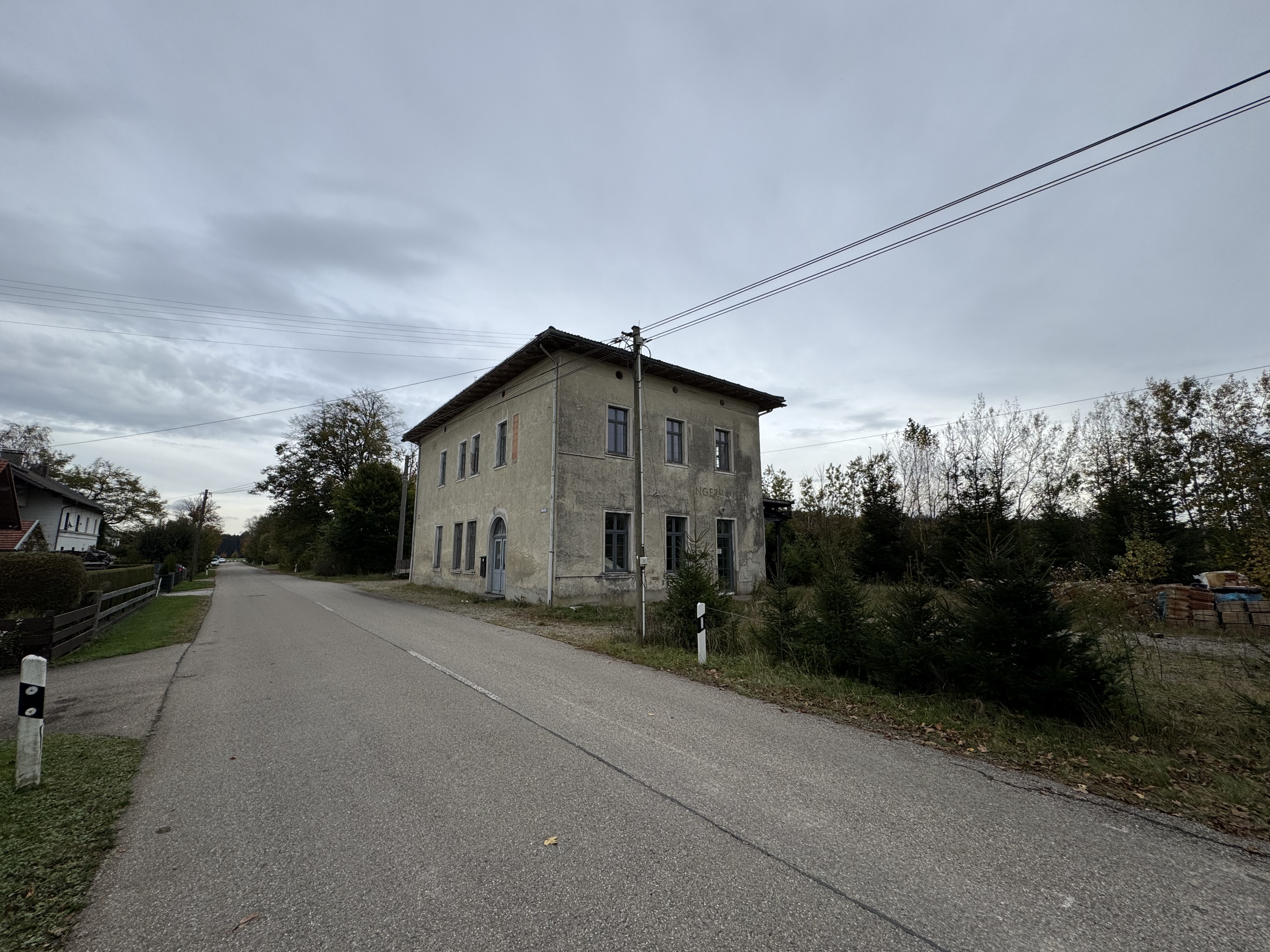
Empfangsgebäude von Nordwesten (Oktober 2024)

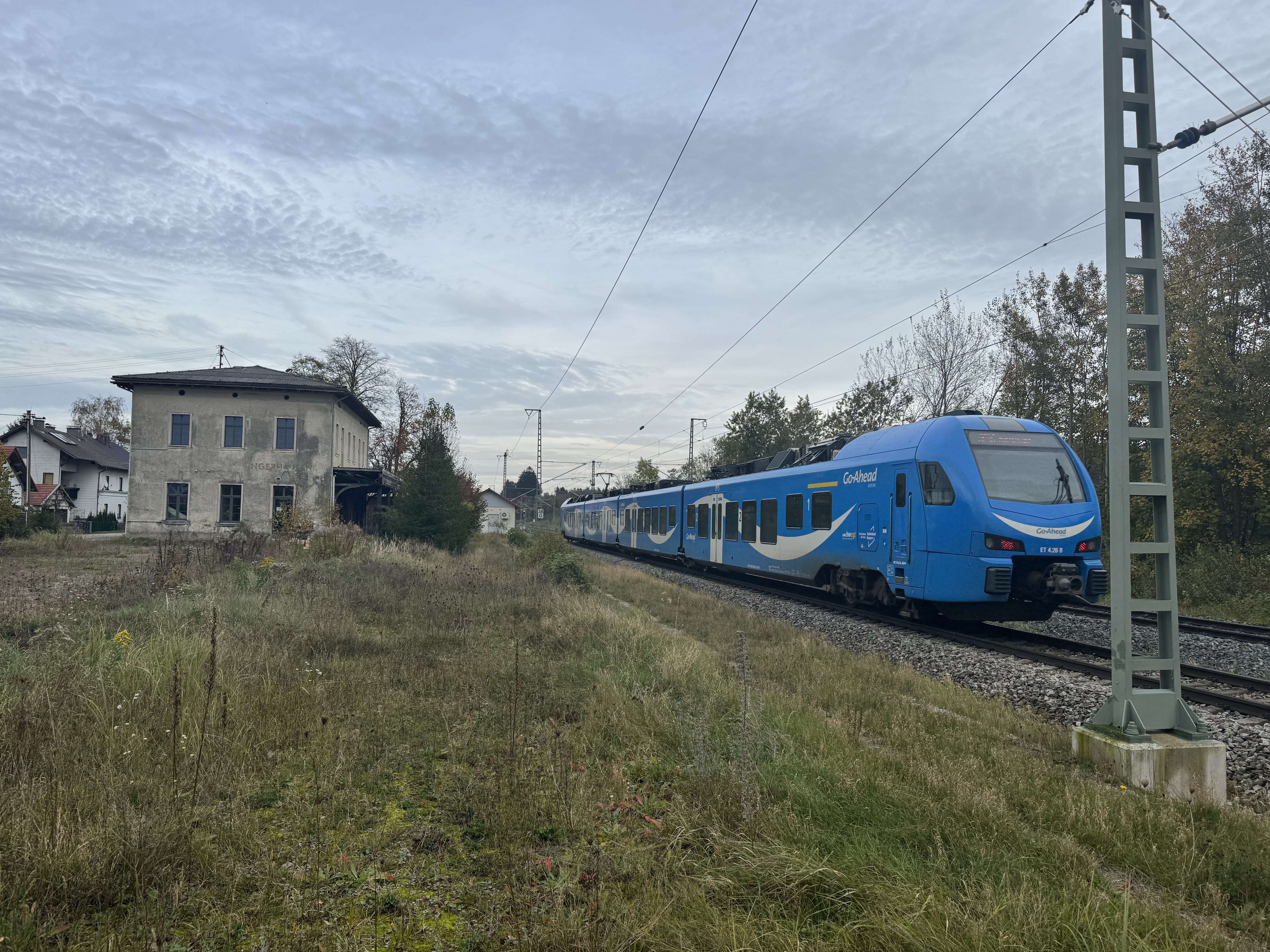
Durchfahrt eines Stadler Flirt 3 (Oktober 2024)

Beim Neubau der Bahnstrecke wurden die Empfangsgebäude der einzelnen Haltestellen nicht individuell entworfen, sondern es kam einer von mehreren Grundtypen zur Anwendung.
Die Entwürfe stammen vom Architekten Georg Friedrich Seidel, der die Pläne zentral ausarbeitete und an die einzelnen Eisenbahnbau-Sektionen weitergab.
Aufgrund der wirtschaftlichen Prognose war Ungerhausen als „Station“ eingeordnet worden, und es wurde ein entsprechendes Empfangsgebäude errichtet.
Identische Bauten entstanden an anderen „Stationen“ wie in Sontheim (Schwab), Türkheim (Bay) Bahnhof und Grafrath.
Auch für weitere Zweckbauten wie Ladehallen, Nebengebäude etc. wurden Normalpläne entworfen.
In seiner ursprünglichen Erscheinungsform hat das Empfangsgebäude eine Grundfläche von 17,40 auf 10,80 Meter, mithin also 188 Quadratmeter.
Es verfügt über zwei Stockwerke mit je sieben Zimmern und ist teilweise unterkellert.
Im Erdgeschoss befanden sich bei Eröffnung ein Vorraum mit Schalter, ein als „Expedition“ bezeichnetes Dienstzimmer, ein Wartesaal, ein Gepäckraum, sowie die Wohnung des Stationsdieners.
Im Obergeschoss war dagegen die Dienstwohnung des Expeditors sowie ein Assistentenzimmer untergebracht.
Äußerlich war das Empfangsgebäude ursprünglich als Ziegelbau mit Sichtmauerwerk ausgeführt.
Die Fassade war strukturiert durch die Fenstereinfassungen aus hellem Stein.
Das mit Schieferplatten gedeckte Dach war abgegrenzt durch ein Schmuckband, in welches jeweils mittig an den Längsseiten die Bahnhofsuhren eingelassen waren.
Bahnseitig befand sich über die gesamte Länge des Gebäudes ein Vordach, darunter fünf Türen, über die der Bahnsteig vom Wartesaal, aus den Diensträumen oder der Stationsdienerwohnung betreten werden konnte.

#### Renovierung
Nachdem das Empfangsgebäude zwischenzeitlich bereits einen hölzernen Vorbau für das Stellwerk erhalten hatte, wurde das Empfangsgebäude bis 1938 durch die Deutsche Reichsbahn renoviert.
Dabei erhielt es im Wesentlichen sein heutiges Aussehen.
Im Erdgeschoss wurde die Raumnutzung angepasst und die Dienst- und Warteräume wurden neu verteilt.
Dadurch wurde insbesondere auch der Eingang ins Gebäude sowohl gleis- als auch straßenseitig neu gestaltet und mehrere Türen wurden durch Fenster ersetzt.
Der Stellwerksvorbau wurde leicht adaptiert und das Vordach wurde an seinem westlichen Ende verkürzt.
Als Folge der neuen Zugänge musste auch die Bahnsteigsperre angepasst werden.
Die bisher in Sichtmauerwerk ausgeführten Außenwände wurden verputzt.
Dadurch entfielen auch die verzierenden Steineinfassungen und die unter dem Dach befindlichen Bahnhofsuhren.
Im Unterschied zum ursprünglich baugleichen Gebäude im benachbarten Bahnhof Sontheim (Schwab) aber wurde der Charakter des Gebäudes beim Umbau erhalten, da keine Anbauten erfolgten und insbesondere das Walmdach erhalten blieb.

#### Heute
Das Empfangsgebäude wurde Mitte der 2000er Jahre an eine Privatperson verkauft und renoviert.
Der neue Besitzer entfernte den Stellwerksvorbau und stellte das Vordach in seiner ursprünglichen Länge wieder her.
Unterstützt von neu hinzugefügten Säulen trägt es nun einen Balkon.
Dazu wurden zwei der sechs Fenster im Obergeschoss zu Balkontüren erweitert.